# Eremicaster vicinus
Eremicaster vicinus är en sjöstjärneart som beskrevs av Ludwig 1907. Eremicaster vicinus ingår i släktet Eremicaster och familjen Porcellanasteridae. Inga underarter finns listade i Catalogue of Life.